# Castrotierra de Valmadrigal
Castrotierra de Valmadrigal ist ein Ort und eine nordspanische Gemeinde (municipio) mit nur noch 105 Einwohnern (Stand: 2024) in der Provinz León in der autonomen Region Kastilien-León. 

## Lage und Klima
Castrotierra de Valmadrigal liegt im nördlichen Teil der Iberischen Hochebene (meseta) in einer Höhe von ca. 850 m. Die Provinzhauptstadt León befindet sich ca. 36 km (Fahrtstrecke) nordwestlich. Das Klima im Winter ist kühl, im Sommer dagegen durchaus warm; die eher geringen Niederschlagsmengen (ca. 550 mm/Jahr) fallen – mit Ausnahme der nahezu regenlosen Sommermonate – verteilt übers ganze Jahr.

## Bevölkerungsentwicklung
| Jahr      | 1970 | 1981 | 1991 | 2001 | 2011 | 2021 |
| --------- | ---- | ---- | ---- | ---- | ---- | ---- |
| Einwohner | 323  | 205  | 181  | 154  | 118  | 111  |

Der deutliche Bevölkerungsrückgang seit den 1950er Jahren ist im Wesentlichen auf die Mechanisierung der Landwirtschaft sowie auf die Aufgabe von bäuerlichen Kleinbetrieben und den damit einhergehenden Verlust an Arbeitsplätzen zurückzuführen (Landflucht).

## Sehenswürdigkeiten

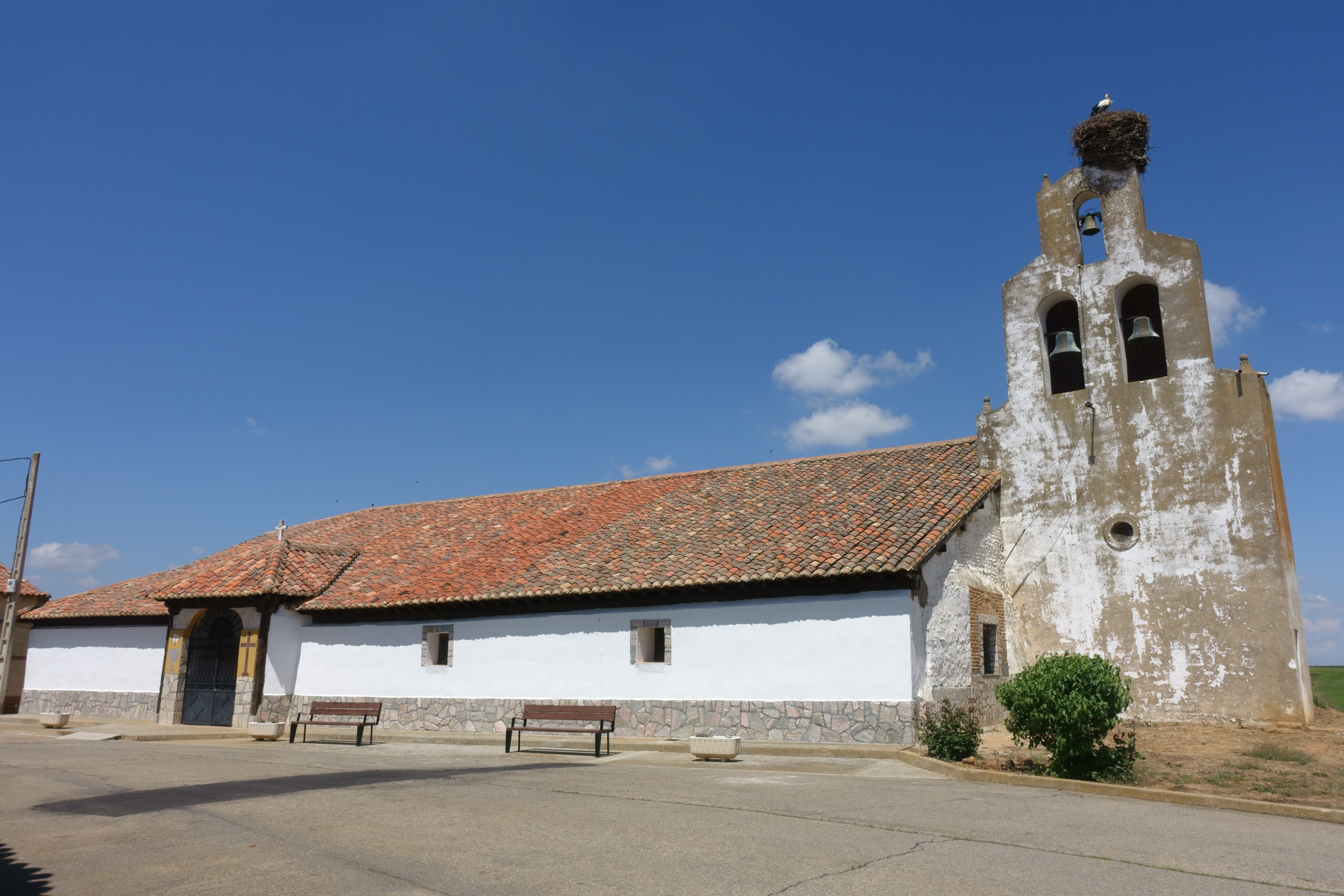
Peterskirche
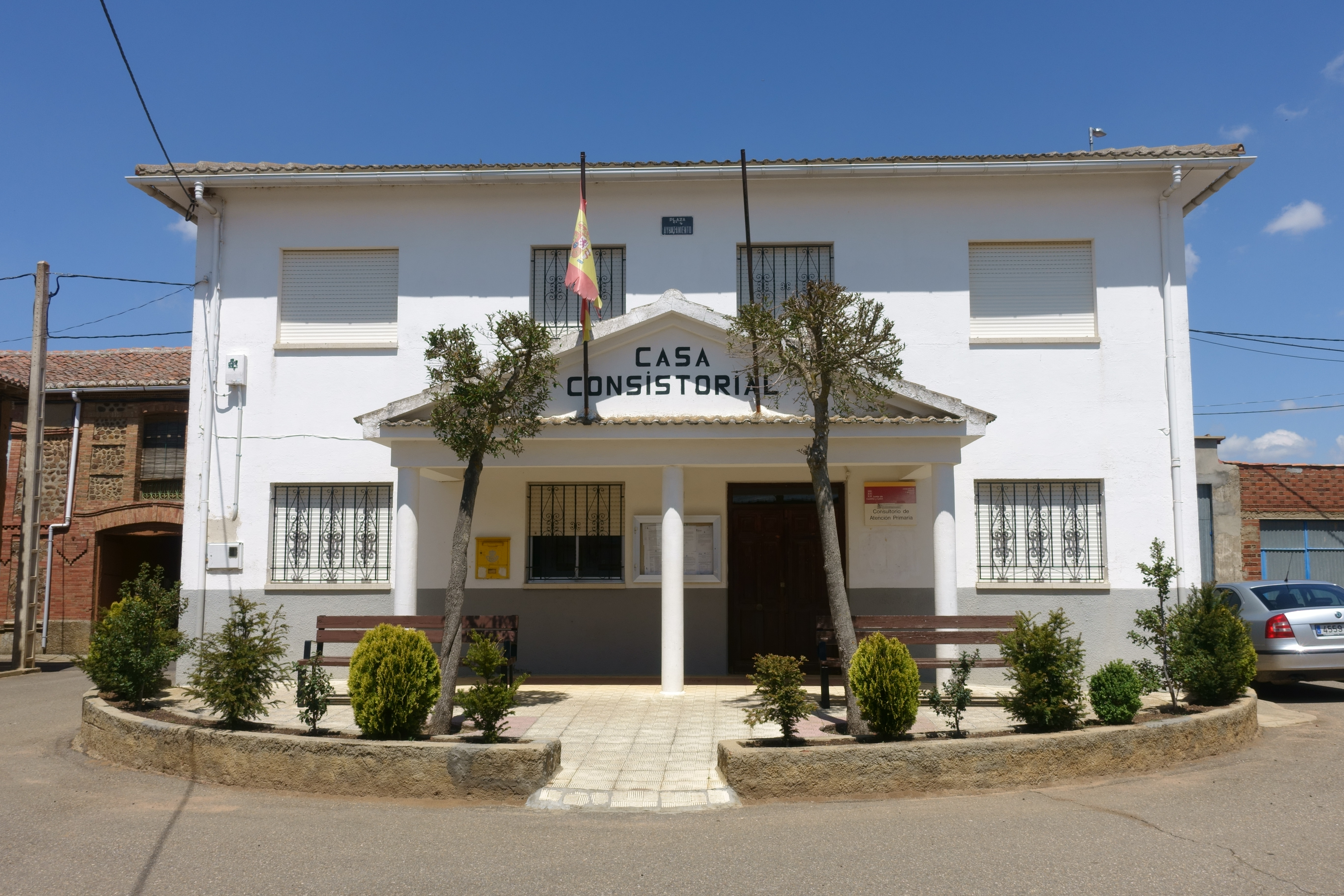
Rathaus

- Peterskirche
- Rathaus